# Montagne di Guglielmina
Le Montagne di Guglielmina (in olandese Wilhelminagebergte) sono una catena montuosa del Suriname lunga 130 km e raggiunge la massima elevazione con il Juliana Top (1.280 m). Le montagne di Guglielmina fanno parte del Massiccio della Guiana.

## Storia
La prima spedizione olandese risale al 1908 effettuata da Eilerts de Haan. Le ricerche furono effettuate dal Centraal Bureau Luchtkartering (Ufficio centrale mappature aeree) e dal Geologisch Mijnbouwkundige Dienst (Servizio geologico ingegneria edile) entrambi con sede ad Amsterdam. Le montagne prendono nome dalla regina Guglielmina dei Paesi Bassi.

## Fonte
(NL)  Enciclopedia del Suriname, CFA e J. Voorhoeve, Amsterdam-Bruxelles, 1977, pagine 677-678. ISBN 90-100-1842-3